# Kanton Nolay
Het kanton Nolay is een voormalig kanton van het Franse departement Côte-d'Or. Het kanton maakte deel uit van het arrondissement Beaune. Het kanton is op 22 maart 2015 opgeheven waarop de gemeenten werden opgenomen in het kanton Arnay-le-Duc.

## Gemeenten
Het kanton Nolay omvatte de volgende gemeenten:
- Aubigny-la-Ronce
- Baubigny
- Chassagne-Montrachet
- Cormot-le-Grand
- Corpeau
- Ivry-en-Montagne
- Jours-en-Vaux
- Molinot
- Nolay (hoofdplaats)
- Puligny-Montrachet
- La Rochepot
- Saint-Aubin
- Saint-Romain
- Santenay
- Santosse
- Thury
- Vauchignon